# Inishbofin and Inishshark SAC
Inishbofin and Inishshark SAC este o arie protejată (arie specială de conservare — SAC, sit de importanță comunitară — SCI) din Irlanda întinsă pe o suprafață de 2.856,75 ha, integral pe uscat.

## Localizare
Centrul sitului Inishbofin and Inishshark SAC este situat la coordonatele 53°37′00″N 10°13′27″W / 53.616597°N 10.224191°V.

## Înființare
Situl Inishbofin and Inishshark SAC a fost declarat sit de importanță comunitară în august 1997 pentru a proteja 9 specii de animale. Situl a fost protejat și ca arie specială de conservare în decembrie 2019.

## Biodiversitate
Situată în ecoregiunea atlantică, aria protejată conține 4 habitate naturale: Lagune de coastă, Ape oligotrofe din câmpii nisipoase, cu un conținut foarte redus de minerale (Littorelletalia uniflorae), Pajiști umede nord-atlantice cu Erica tetralix, Pajiști uscate europene.
La baza desemnării sitului se află mai multe specii protejate:
- păsări (8): Branta leucopsis, cristeiul de câmp (Crex crex), șoim călător (Falco peregrinus), Fulmarus glacialis, Hydrobates pelagicus, Puffinus puffinus, Pyrrhocorax pyrrhocorax, Sterna paradisaea
- mamifere (1): Halichoerus grypus

Pe lângă speciile protejate, pe teritoriul sitului au mai fost identificate 8 specii de plante, 4 specii de păsări, 1 specie de nevertebrate.